# 神戸文化ホール
神戸文化ホール（こうべぶんかホール）は兵庫県神戸市中央区の大倉山公園にある音楽・演劇用ホール。神戸フィルハーモニックの本拠地。地域の文化の向上を目的として1973年4月1日に開館した。大ホールと中ホールがある。
かつては演劇用の小ホール（シーガルホール）も存在した。高村智恵子「あじさい」の巨大壁画でも知られる。また、毎年夏には全日本高校・大学ダンスフェスティバルが行われる。

## 施設

### 大ホール・中ホール
- 大ホール

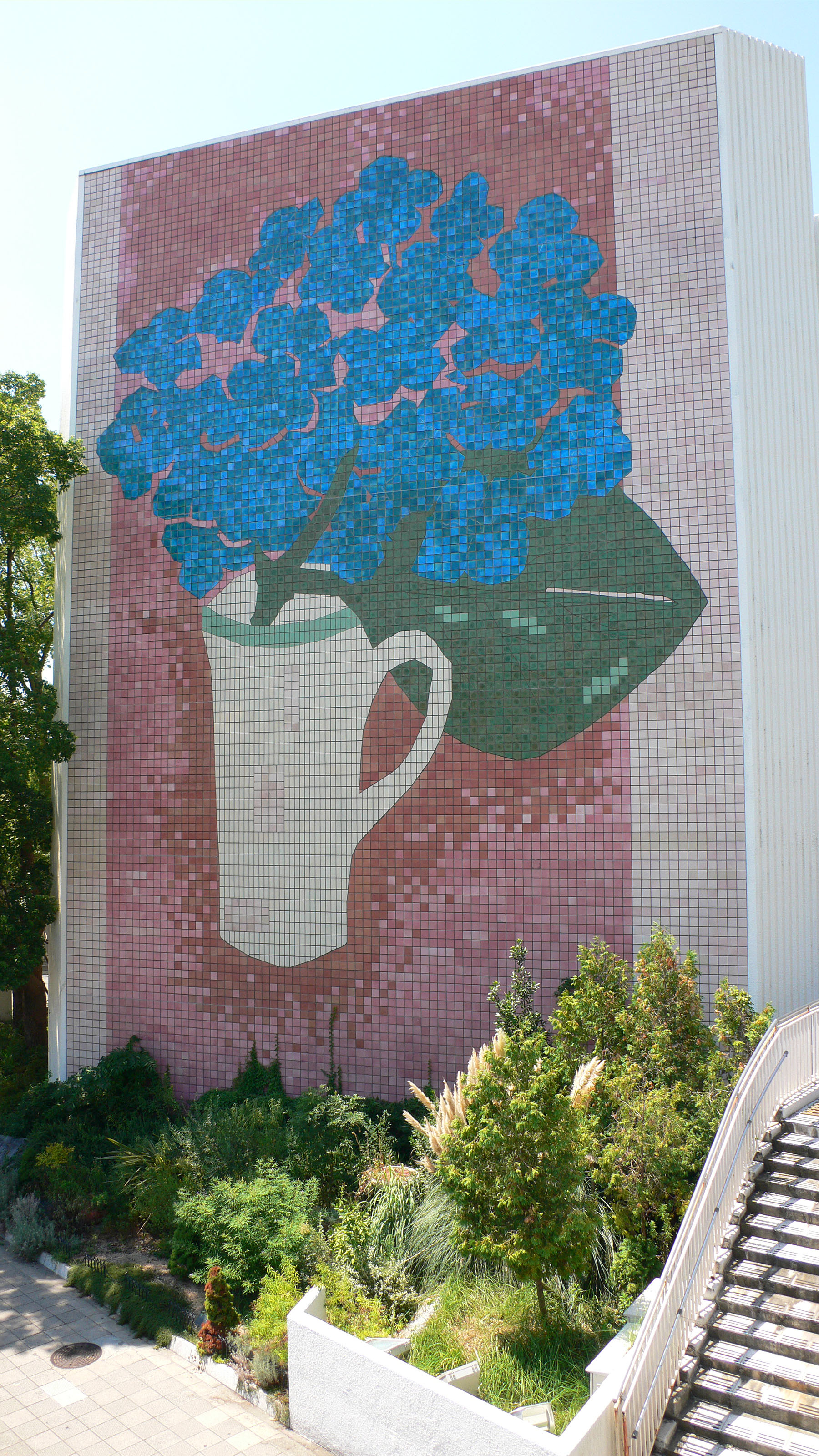
高村智恵子「あじさい」の壁画

  - 座席数 - 2,043席：1階1,458人（うち車椅子専用席10席）、2階585席
  - ステージ寸法 - プロセニアム幅22.2m・高8.8m、奥行16.0m、幅44.5m、スノコ高19.1m
  - 楽屋 - 7室（化粧台・鏡数62）、風呂・シャワー室
- 中ホール
  - 座席数 - 904席：1階708席（うち車椅子専用6席）、2階196席
  - ステージ寸法 - プロセニアム幅16.0m・高7.2m、奥行16.0m　幅43.5m、スノコ高15.8m
  - 楽屋 - 7室（化粧台・鏡数63）、風呂・シャワー室
- 所在地 - 神戸市中央区楠町4-2-2
- 交通アクセス 
  - 神戸市営地下鉄山手線 大倉山駅 西出口1より徒歩1分
  - 神戸高速線（阪急・阪神） 高速神戸駅 11A・B出口より徒歩8分
  - JR神戸線 神戸駅 徒歩10分
  - 神戸市営地下鉄海岸線 ハーバーランド駅 徒歩12分

### 練習室
- 施設 - 5つの練習室
- 延床面積 - 1,180m2
- 所在地 - 神戸市中央区橘通3丁目4番3号 神戸市男女共同参画センター（あすてっぷKOBE）の4-5階

### 小ホール（シーガルホール）
2005年3月末をもって廃館
- 座席数 - 450席
- 施設 - リハーサル室（260m2）、特別控室、多目的室（156m2）
- 所在地 - 神戸市中央区相生町1-3-5 シーガル神戸（神戸海員会館）内
- 交通アクセス
  - JR神戸線 神戸駅 徒歩6分
  - 阪神神戸高速線 西元町駅 徒歩4分

## 建築概要(大・中ホール)
- 設計 -
- 竣工 - 1973年
- 規模 - 地下2階地上6階建
- 延床面積 - 18,604m2

## 移転計画
神戸文化ホールは築40年が経過し建物が老朽化している。市は三ノ宮駅周辺に計画中のバスターミナルI期ビルに新ホールを建設し、2025年に移転する計画であったが、現在は2027年以降に変更されている。2018年10月には大ホールで天井ボードが落下。さらにタイル落下の恐れがあるとして一時休館されていた。

## 周辺情報
- 神戸市立中央図書館
- 神戸市立中央体育館
- 湊川神社
- 神戸大学医学部・医学部附属病院
- 神戸市立湊翔楠中学校
- 神戸地方裁判所